# Трапеза
Трапеза (на гръцки tràpeza от tetrapeza – „с четири крака“) означава маса, софра, с наредено ядене на нея. Рядко може да означава и само яденето.
В православната религия понятието трапеза се свързва с помените – обреди, извършвани в памет на починалия, като главният обред е колективна трапеза, организирана от роднините в дома на покойния или на гробището (на гроба или в специално определено помещение) непосредствено след погребението и в определените срокове за помен.
В религията на южните и източните славяни това е ритуално пиршество, в чест на техните богове. Според календарните празници, на определена дата славяните отдават почит на дадено божество, организирайки церемониални фестивали. Те се състоят в извършване на различни свещенодействия, основното от които е жертвоприношението. Жертвоприношение не означава задължително умъртвяване на жертвено животно, а просто поднасяне на храни и вещи на божеството като израз на човешкото уважение към него. След приключване на молитвите, част от поднесената храна е изгаряна в жертвените ями, а с останалото се организира угощение, наричано трапеза.
Специален тип трапеза, наричана страва, се организира по време на погребение, като част от погребалния ритуал. На нея роднините на починалия се събират да почетат и споменат душата му. На тази трапеза централно място се определя за погребания човек, а също се отделя храна и за мъртвите прадеди, за които се счита, че са дошли да посрещнат духа му и да го отведат в земята на мъртвите Нав.